# 克里·阿什比
克里·阿什比（英語：Kerry Ashby，1928年9月4日—2015年3月3日），新西兰男子赛艇运动员。他曾代表新西兰参加1950年和1954年大英帝国和英联邦运动会赛艇比赛，获得二枚银牌。

## 家庭
弟弟默里·阿什比。